# قارچ ژولیده بیابان
قارچ ژولیده بیابان (نام علمی: Podaxis pistillaris) نام یک گونه از تیره غاریقونیان است. این قارچ در بیابان‌های استرالیا و برخی کشورهای دیگر می‌روید.